# Quiviquinta
Quiviquinta är en ort i Mexiko.   Den ligger i kommunen Huajicori och delstaten Nayarit, i den centrala delen av landet, 700 km nordväst om huvudstaden Mexico City. Quiviquinta ligger 97 meter över havet och antalet invånare är 500.
Terrängen runt Quiviquinta är huvudsakligen kuperad, men den allra närmaste omgivningen är platt. Runt Quiviquinta är det mycket glesbefolkat, med 4 invånare per kvadratkilometer. Närmaste större samhälle är Huajicori, 10,5 km söder om Quiviquinta. I omgivningarna runt Quiviquinta växer i huvudsak lövfällande lövskog.